# Harpactea angustata
Harpactea angustata là một loài nhện trong họ Dysderidae.
Loài này thuộc chi Harpactea. Harpactea angustata được miêu tả năm 1846 bởi Lucas.